# Lucy Flores

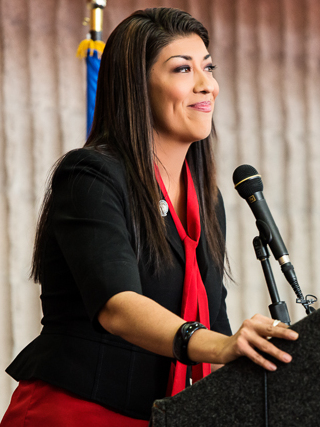
Lucy Flores, 2014

Lucy Flores (* 24. Oktober 1979 in Glendale, Kalifornien) ist eine amerikanische Rechtsanwältin und frühere Politikerin aus Nevada. Sie gehört der Demokratischen Partei an.
Flores hatte 13 Geschwister. Ihr Vater, ein Mariachi-Musiker, zog mit der Familie aus Südkalifornien nach Las Vegas, weil zwei ihrer Brüder bei Gang-Streitigkeiten erschossen wurden. Ihre Mutter verließ die Familie, als sie neun Jahre alt war. Danach begann sie, die Schule zu schwänzen, und schloss sich einer Jugendgang an. Im Alter von 14 Jahren wurde sie nach einer Verfolgungsjagd am Steuer eines gestohlenen Autos verhaftet und verbrachte 10 Monate im Jugendgefängnis. Ihre Bewährungshelferin Leslie Camp, eine überzeugte Anhängerin der Republikaner, unterstützte sie bei ihrem Versuch, nicht mehr straffällig zu werden. Im Alter von 17 Jahren verließ sie zwar die High School ohne Abschluss, nach  Jobs u. a. als Arzthelferin und Strafvollzugsangestellte bestand sie aber den GED, besuchte ein staatlich finanziertes Community College und erhielt ein Stipendium für die University of Southern California. Nach einem Abschluss in Politikwissenschaft
studierte sie Rechtswissenschaft an der University of Nevada, Las Vegas. Während ihres Studiums baute sie eine Rechtsberatung für zu Unrecht Verurteilte auf. Von 2011 bis 2015 vertrat sie den Wahlbezirk, in dem sie aufwuchs, als Abgeordnete der Demokratischen Partei in der Nevada State Assembly. Sie brachte u. a. einen Gesetzentwurf ein, der es Opfern familiärer Gewalt ermöglichen sollte, Miet- und Pachtverträge vorzeitig zu beenden, um den Kontakt zum Gewalttäter abbrechen zu können. Das Gesetz trat im Juni 2013 in Kraft. Im Jahr 2013 erklärte sie bei einer Debatte um zusätzliche Schulprogramme, dass sie im Alter von 16 Jahren abgetrieben hatte.
Danach erhielt sie eine Fülle von Beleidigungen und mehrere Morddrohungen.
Im Jahr 2014 kandidierte sie für den Posten des stellvertretenden Gouverneurs von Nevada. Die hierfür notwendigen Mittel in Höhe von 350.000 $ erhielt sie hauptsächlich durch Unterstützung von EMILY’s List, einer Organisation zur Unterstützung progressiver Frauen in der amerikanischen Politik. Sie verlor die Wahl gegen den Republikaner Mark Hutchison. 2015 gab sie ihre Kandidatur für den Kongress im vierten Wahlbezirk Nevadas bekannt.
Während der Vorwahlen für die amerikanische Präsidentschaft 2016 unterstützte sie die Kandidatur von Bernie Sanders. EMILY’s List entzog ihr daraufhin die Unterstützung und förderte stattdessen ihre parteiinterne Gegenkandidatin Susie Lee. Ein Fundraising-Appell Sanders’ zu ihren Gunsten brachte für ihre Kampagne jedoch knapp 600.000 $ ein.
Sie ist seit September 2016 Vorstandsmitglied der von Sanders gegründeten Organisation Our Revolution und wurde von Sanders als Mitglied in der Unity Reform Commission des DNC bestimmt.
Im März 2019 schrieb sie in einem Beitrag für das Magazin „The Cut“, Joe Biden habe sich auf einer Wahlkampfveranstaltung im Jahr 2014, auf der er ihre Bewerbung um den stellvertretenden Gouverneursposten unterstützen sollte, ihr gegenüber unangemessen verhalten, indem er ihr Haar in den Mund genommen und sie auf den Hinterkopf geküsst habe. Sie habe die Vorwürfe damals nicht öffentlich gemacht, weil sie nicht gewusst habe, an wen sie sich hätte wenden sollen. Biden erklärte, er habe sich nach seinem Gefühl niemals falsch verhalten, werde die Vorwürfe aber mit dem gebotenen Respekt anhören.